# 近貨
株式会社近貨（きんか）は、大阪府大阪市浪速区に本社を置く重量物、長大物運搬、そして組立、据付け及び解体作業、電気工事、建柱工事及び一般土木工事の企業。関西電力グループ会社。

## 概要
関西電力グループの株式会社日本ネットワークサポートと株式会社きんでんの共同出資によりを設立。　
コンクリート柱等の重量運搬事業をはじめ、コンクリート製品の販売、電設重量物の搬入・搬出、プラント設備の据付・撤去、オフィス・住宅の引越し、産業廃棄物の収集運搬等の事業を行っている。

## 沿革
- 1960年（昭和35年）9月30日 - 特定貨物自動車運送事業を近畿電気工事株式会社（現きんでん）から譲受し、近畿貨物輸送株式会社として創業。資本金500万円[1]。
- 1961年（昭和36年）10月 - 資本金を2,000万円に増資[1]。
- 2002年（平成14年）10月1日 - 株式会社近貨に商号変更[1]。

## 所在地
本社
- 大阪市浪速区日本橋東3丁目15番23号 きんでん日本橋ビル

中央営業所
- 大東市中垣内5丁目4番1号

播磨営業所
- 高砂市米田町米田1134番地の24

## 事業内容
- 一般貨物自動車運送事業及び貨物利用運送取扱事業並びにこれらに関する梱包、 荷造等を含む荷捌作業
- セメント、コンクリート製品、石油製品及び電気機器の販売
- 産業廃棄物処理（廃プラスチック類、紙くず、木くず、繊維くず、ゴムくず、金属くず、ガラスくず、コンクリートくず及び
- 陶磁器くず、がれき類の収集運搬
- 事務機器類及び金属くずの買取、販売